# 7セグメントディスプレイ

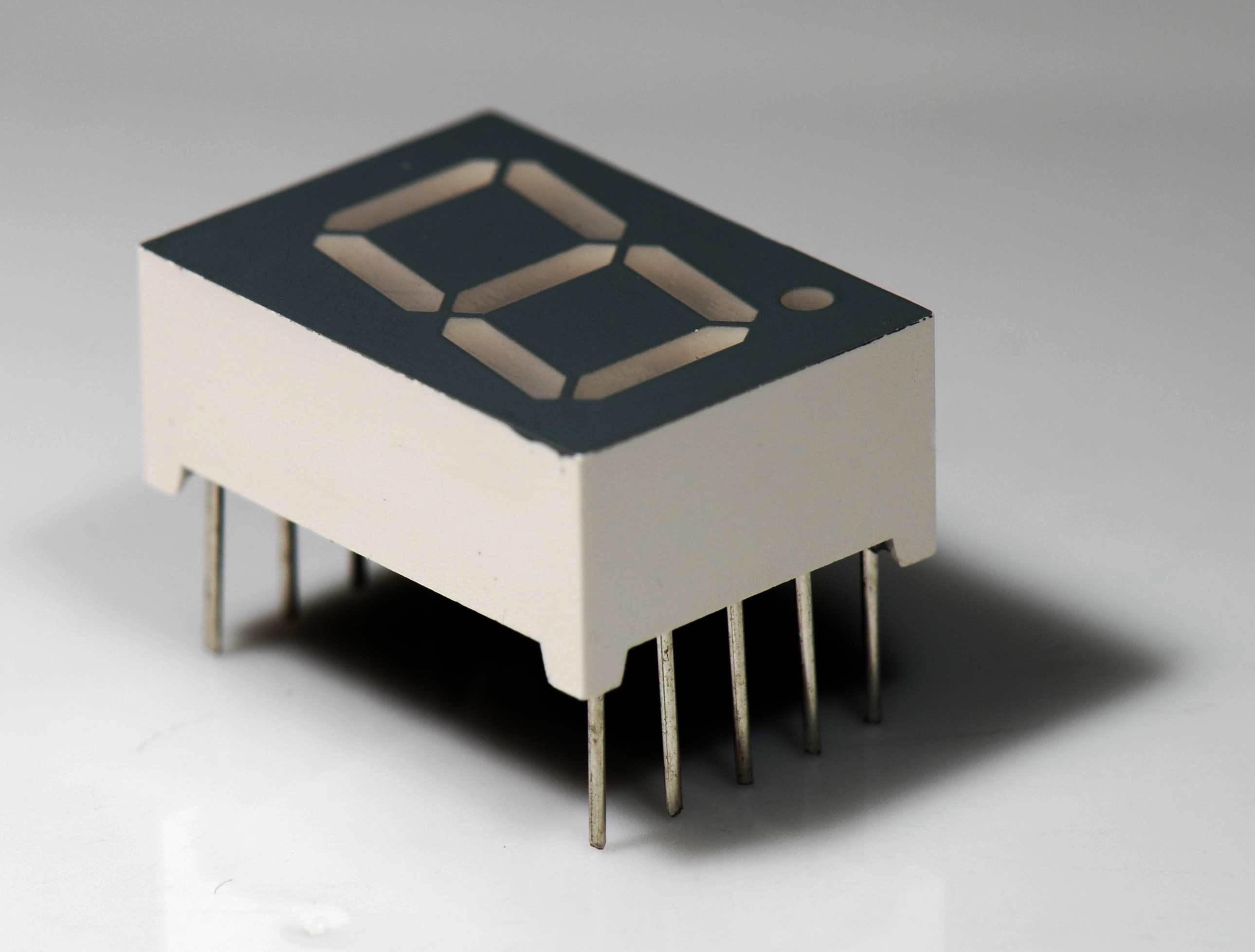
典型的な7セグメントLEDディスプレイ部品。小数点付き

7セグメントディスプレイ (英: Seven-segment display) は、十進法のアラビア数字を表示する装置である。アラビア数字の一字を表現するために、それぞれ個別に点灯/消灯できる七つのセグメント（画）から構成されているためこの名がある。

## コンセプトと外観

7セグメントディスプレイの個々のセグメントの配置

名前が示す通り、七つの画（セグメント）から構成されている。個々の部分が点灯したり消えたりすることで、アラビア数字を表現する。7セグメントのうち6セグメントは横1セグメント、縦2セグメントの長方形の外枠を構成しており、残る1セグメントがその長方形の中央を横切っている。全てではないが、ほとんどのものが斜体となるように配置されており、読みやすくなっている。なお、実際には、多くの製品で小数点を表す8番目のセグメントがあり、例えば電卓で小数点以下がある数を表示するときに使われる（右の図のDP）。またディジタル時計ではこれを使い秒の刻みを点滅表示するものがある。
6、7、9 にはそれぞれ複数の字形がある。上図のように各セグメントをAからGで表すと、例えば "6" ではA、"7" ではF、"9" ではDが点灯する場合と消灯する場合がある。0にも複数の字形があり、ほとんどの場合はABCDEFの点灯で表すが、初期のカシオ社の電卓（カシオミニなど）や一部のデジタルカメラではCDEGの点灯で表現している。1にも複数の表し方があり、通常はBCの点灯で表すが、エレベーターのインジケーターで表示位置によって見やすくする場合など、FEの点灯で表す場合もある。

7セグメントLEDディスプレイで十六進法の数字を順に表示する様子。"6"のA・"9"のDが点灯し、"7"のFが消灯する場合である。

他にも、後述の通り14セグメントディスプレイや16セグメントディスプレイなどが存在し、英数字をより分かり易く表示することができる。しかしその多くは、後年に出現したドットマトリクス・ディスプレイに取って代わられた。
一方、7セグメントディスプレイは、単に数値を表示するだけで事足りる用途、例えば電卓、デジタル時計、家電や計測機器の数字表示部、自販機の投入金額表示などで、廃れることなく使われ続けている。
左図のアニメーションは、0から9までの数字と6種類の十六進数表示用の文字 (AからFまで) の典型的な字形を順に表示させたものである。AからFまでの文字は大文字だったり小文字だったりするが、これは明確にそれぞれの字形を区別するための工夫である。
7個という画数は、アラビア数字のそれぞれの字形を明確に区別できる最小のセグメント数である。インターネット上で7セグメントよりも少ないセグメント数で数字を表す方式を公開していることがあるが、その多くは曲線などを用いたセグメント形状であり、また字形を明確に区別できるとは言い難い場合もある。

## 実装
2024年現在では、一部を除き多くの一桁の7セグメントディスプレイは発光ダイオード (LED) を使用している。他の技術を使ったものとしては、消費電力の少ない液晶ディスプレイ (LCD)があり、そのほか冷陰極放電灯、蛍光表示管、白熱フィラメント、 などがその例である。ガソリンスタンドで値段を表示する看板では、ベーン・ディスプレイ（なおドットマトリクス式で同様の原理のものはフリップディスク・ディスプレイと言う）と呼ばれる色付きの板を組み合わせて7セグメント表示していることがある。1970年、RCAがNumitronの商品名で白熱フィラメントを使った7セグメント表示管を発売した。
なお、7セグメントディスプレイが登場する以前及びそれ以降でも、個々の数字の形をした電極をもつニキシー管という冷陰極放電管が、可読性の良さゆえに数字の表示に使われていた。
よく知られている初期の7セグメントディスプレイの例としては、1960年代後半から70年代初頭のアポロ計画で使用されたアポロ誘導コンピュータのDSKYがある。この7セグメントディスプレイはELを使用していた。DSKYのほか船内の時計などにも使用されていた。
LEDのセグメントは物理的に形成されるため、その形状に制約のあることから、7セグメントディスプレイの概念と親和性が高く、これが結果的に表示手法（いわゆるデジタル数字）としても一般に広く普及することとなった。またLEDの場合、端子数を減らすためアノード（陽極）、カソード（陰極）のいずれかを一つにまとめてあり、それぞれアノードコモン、カソードコモンと言う。したがって、小数点付きの1桁の7セグメントディスプレイ部品には9本の端子がある。
7セグメントディスプレイの中には、複数桁の表示ができるように表示ユニットが集積されたものもある。そのような複数桁のディスプレイは、内部にデコーダを持っている場合もあるが、ほとんどの例では個々のLEDに対応するピンが出ていた。ポケット電卓などの機器で使われていた複数桁のLEDディスプレイはピン数と表示を制御するIC数を減らすためマルチプレクサを装備している。すなわち、各桁の同じ位置のセグメントは全て1つの端子からの入力で駆動されるようになっていて、どの桁をその時点で駆動するかを別の選択制御信号で指示する。こうすることで、アノードドライバーとカソードドライバーはそれぞれ8個で済む。
7セグメントディスプレイの特許は、早いもので1908年に出願されたものがある。しかし、実際に世に広く使われるようになったのは、LEDやLCDが一般化した1970年代からである。電子的手段によらずに7セグメントディスプレイのような書体を看板などで使うことがあり、デジタル数字などと呼ぶ。
LCDは印刷のような手法で製造されるため、LEDと異なってセグメントの形状も自由に成型することが可能である。一方、LEDセグメントは単純な形にしか成形できず、LCDほどの自由さはない。しかし判読のしやすさから、電卓や時計などの表示には現在でも7セグメントディスプレイ・もしくは7セグメントディスプレイを模した書体がよく使われる。

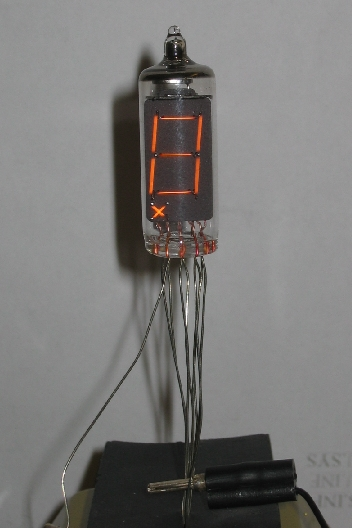
白熱フィラメント方式の初期の7セグメントディスプレイ
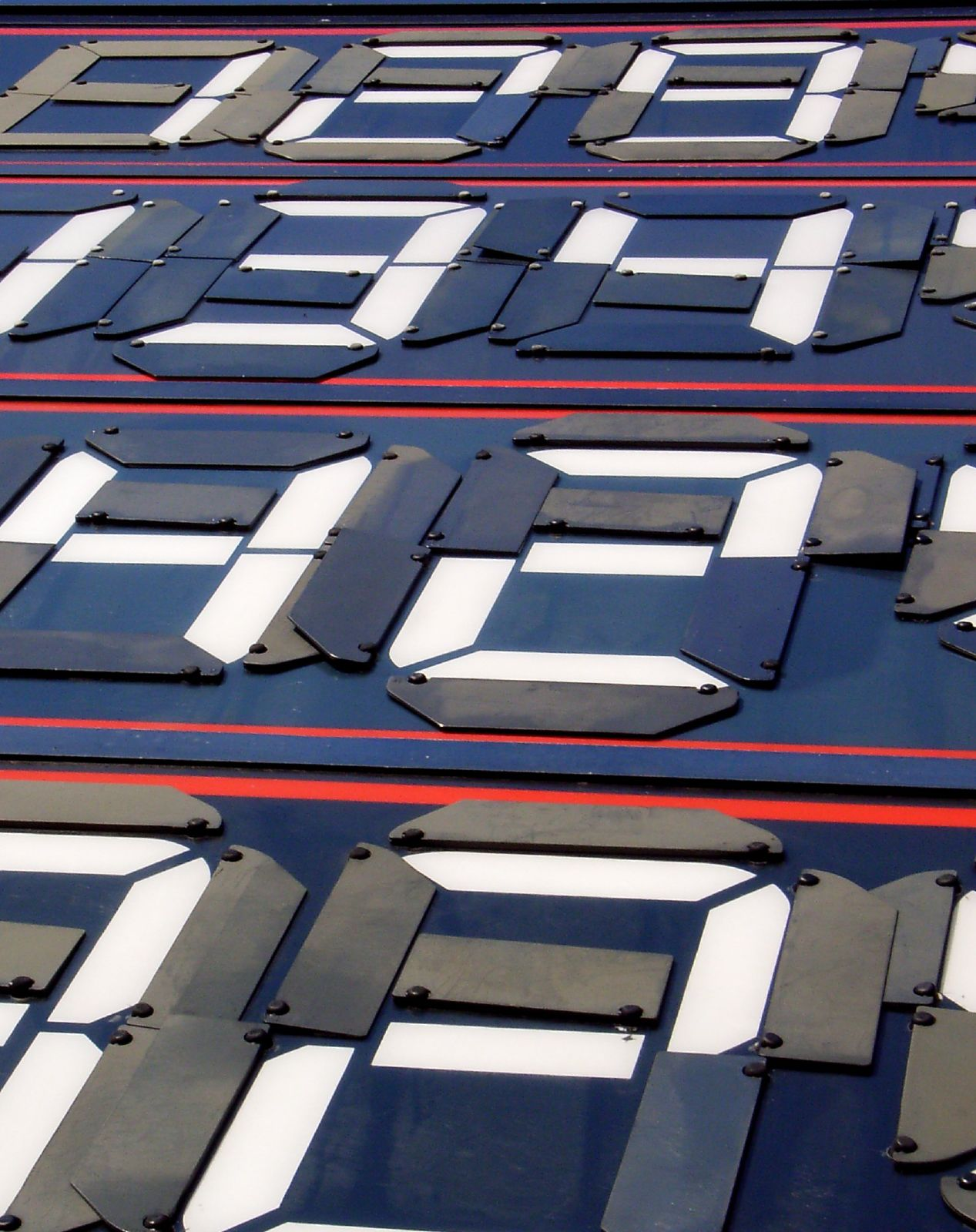
自動車用燃料の値段を表示しているガソリンスタンドの看板
7セグメントLED表示器のアノードコモンとカソードコモン接続回路

## 数字の表示
一般的な数字の表示例としては以下のようなものがある。
| 数値   | 0 | 1 | 2 | 3 | 4 | 5 | 6 | 7 | 8 | 9 |
| ------ | - | - | - | - | - | - | - | - | - | - |
| 表示例 |   |   |   |   |   |   |   |   |   |   |
| 異体字 |   |   |   |   |   |   |   |   |   |   |

## 数字以外の文字の表示
電卓においては、マイナス記号"-"や、エラーを表す"E"などが用いられている。加えて、関数電卓の十六進モードでは、"A"・"b"・"c"・"d"・"E"・"F"が用いられている。
多くのラテンアルファベットは、大文字、小文字のいずれかを大きな字体の変更なく表現することが可能であり、有用な単語を構成することができる。CDプレイヤーなどで "no disc" のような短いメッセージを7セグメントディスプレイで表示するといった使用法がある。
| アルファベット | A | B | C | D | E | F | G | H | I | J | K | L | M | N | O | P | Q | R | S | T | U | V | W | X | Y | Z |
| -------------- | - | - | - | - | - | - | - | - | - | - | - | - | - | - | - | - | - | - | - | - | - | - | - | - | - | - |
| 大文字         |   |   |   |   |   |   |   |   |   |   |   |   |   |   |   |   |   |   |   |   |   |   |   |   |   |   |
| 小文字         |   |   |   |   |   |   |   |   |   |   |   |   |   |   |   |   |   |   |   |   |   |   |   |   |   |   |

関連する話としては、電卓の表示を逆さにしてみるとアルファベットの言葉が読み取れる数字の組み合わせがあることはよく知られている（例: 993→EGG、又は663→Egg。07734→hELLO→Hello。316006→gOOgLE→googleなど）。これを英語で "calculator spelling" と呼ぶ。

## 数から7セグメントコードへの変換
7セグメントディスプレイの全状態は 1バイト で符号化できる。一般的には（上の図のA-Gを） "GFEDCBA" または "ABCDEFG" のように並べ、0 を消灯(off)、1 を点灯(on)とする。
0から9までの数字を7セグメントディスプレイで表示する場合、次のような真理値表（のようなもの）からデコーダ回路を作ることになる（実際には専用のデコーダICがある）。ただし、"6"のAと"9"のDは点灯(on)、"7"のFは消灯(off)とする。
| 入力する数（二進） | GFEDCBA | ABCDEFG | a   | b   | c   | d   | e   | f   | g   |
| ------------------ | ------- | ------- | --- | --- | --- | --- | --- | --- | --- |
| 0                  | 0×3F    | 0×7E    | on  | on  | on  | on  | on  | on  | off |
| 1                  | 0×06    | 0×30    | off | on  | on  | off | off | off | off |
| 2                  | 0×5B    | 0×6D    | on  | on  | off | on  | on  | off | on  |
| 3                  | 0×4F    | 0×79    | on  | on  | on  | on  | off | off | on  |
| 4                  | 0×66    | 0×33    | off | on  | on  | off | off | on  | on  |
| 5                  | 0×6D    | 0×5B    | on  | off | on  | on  | off | on  | on  |
| 6                  | 0×7D    | 0×5F    | on  | off | on  | on  | on  | on  | on  |
| 7                  | 0×07    | 0×70    | on  | on  | on  | off | off | off | off |
| 8                  | 0×7F    | 0×7F    | on  | on  | on  | on  | on  | on  | on  |
| 9                  | 0×6F    | 0×7B    | on  | on  | on  | on  | off | on  | on  |
| A                  | 0×77    | 0×77    | on  | on  | on  | off | on  | on  | on  |
| b                  | 0×7C    | 0×1F    | off | off | on  | on  | on  | on  | on  |
| C                  | 0×39    | 0×4E    | on  | off | off | on  | on  | on  | off |
| d                  | 0×5E    | 0×3D    | off | on  | on  | on  | on  | off | on  |
| E                  | 0×79    | 0×4F    | on  | off | off | on  | on  | on  | on  |
| F                  | 0×71    | 0×47    | on  | off | off | off | on  | on  | on  |

## セグメントの数を増やしたもの

### 8セグメントディスプレイ

8を表示する8セグメントディスプレイ

Dを表示する8セグメントディスプレイ

7セグメントディスプレイのFとGを繋げて中央に2本の縦棒を追加した8セグメントディスプレイも存在している。
| スクリプト | キャラクター                          | として表示する | として表示する                        |
| ---------- | ------------------------------------- | -------------- | ------------------------------------- |
| ラテン語   | C, c, d, G, L, N, n, 0, o, r, U, Z, Ə | キャラクター   | 8セグメントディスプレイに表示するもの |
| ギリシャ語 | Γ, Ζ, Ν, Ξ, Ο, ο, Π, π                | C, [, (        | E                                     |
| キリル文字 | Г, г, д, П, п, Э                      | c, L, r, г     | t                                     |
| その他     | 0, (, [, ", ^, -, /, ?                | d, U           | Ɐ                                     |
| その他     | 0, (, [, ", ^, -, /, ?                | G              | 6                                     |
| その他     | 0, (, [, ", ^, -, /, ?                | N, Ν, λ, Π, П  | A                                     |
| その他     | 0, (, [, ", ^, -, /, ?                | n, π, п        | h                                     |
| その他     | 0, (, [, ", ^, -, /, ?                | o, ο           | b                                     |
| その他     | 0, (, [, ", ^, -, /, ?                | Z, Ζ,          | e                                     |
| その他     | 0, (, [, ", ^, -, /, ?                | 0, O, Ə, Ο, д  | 8                                     |
| その他     | 0, (, [, ", ^, -, /, ?                | Γ, Г           | F                                     |
| その他     | 0, (, [, ", ^, -, /, ?                | Ξ              | C̠                                     |
| その他     | 0, (, [, ", ^, -, /, ?                | Э              | 9                                     |
| その他     | 0, (, [, ", ^, -, /, ?                | "              | ˅                                     |
| その他     | 0, (, [, ", ^, -, /, ?                | ^              | °                                     |
| その他     | 0, (, [, ", ^, -, /, ?                | -              | `                                     |
| その他     | 0, (, [, ", ^, -, /, ?                | /              | µ                                     |
| その他     | 0, (, [, ", ^, -, /, ?                | ?              | P                                     |

### 9セグメントディスプレイ

ヘクサリーナインセグメントディスプレイ

9セグメントディスプレイ

7セグメントディスプレイの中央に2本の縦棒を追加した9セグメントディスプレイも存在し、通常は数字の「1」を中央に表示するレイアウトだが、タイメックスの腕時計や、バリー・ミッドウェイ製ピンボールのスコア表示では、英文字を表示するのに使用された。

### 14セグメントディスプレイ

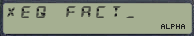
14セグメントLCDディスプレイ（1980年代のプログラム可能電卓HP-41）

14セグメントディスプレイのセグメント形状。16セグメント(後述)と比べると、上と下の横棒が2つに分かれていない点が異なる。

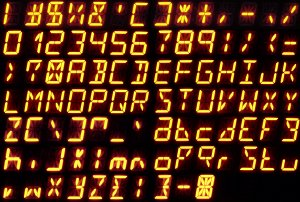
14セグメントが表示する文字

14セグメントディスプレイはセグメント数を十四個に増やし、ラテン文字の特に大文字も確実に表示できるようにしたものである。7セグメントディスプレイ（七画表示器）は数字を表示するのには十分だが、ラテン文字を表示させようとすると判別が困難な文字が出てくる。7セグメントから追加されたセグメントは対角線上の4セグメントと中央を縦に通る2セグメントで、さらに中央を横に通るセグメントが2つに分割され、内側が「米」の字のようになっている。

### 用途
ドットマトリクス型のディスプレイに比べると部品が少なくて済み、各セグメントが適切な形状ならドットマトリクスよりも読みやすい字形になる。そのため消費電力や駆動用回路規模が小さくなるという利点がある。古くは1970年代末期に製造されたTI社の英語学習玩具 "Speak & Spell" や、CRAIG社の電子翻訳機 "M100" などで使用された。
14セグメントのプラズマディスプレイが1986年から1991年ごろのピンボール台に使われていた。コンマとピリオドを表示するセグメントもあり、全体で16セグメントになっていた。他に電話機のナンバーディスプレイ部分、VTR、カーステレオ、電子レンジ、スロットマシン、DVDプレイヤー、エレベーターのインジケータなどにも使われていることがある。

### 16セグメントディスプレイ

アラビア数字とラテン文字を16セグメントディスプレイで順に表示

16セグメントディスプレイは、セグメント数を十六個に増やしたものである。前述の14セグメントディスプレイに対して、上下の水平なセグメントがさらに各2分割されているのが特徴である。

#### 用途
16セグメントディスプレイは元々は英数字（ラテン文字とアラビア数字）を表示するよう設計されたものだが、タイ文字の数字やペルシア文字を表示するのにも使われている。

### その他
エレベーターのインジケーターでB(地下)やR(屋上)、M(中二階など正規の階の間の階に使う)などの英字を表示可能にしたり、デジタル時計の日付表示用などに曜日の英語表示(SU・MO・TU・WE・TH・FR・SA、あるいはSUN・MON・TUE・WED・THU・FRI・SAT)を表示可能にしたりする用途には、9・14・16セグメントディスプレイを用いる方法もあるが、そのような用途では他にも独自の方法で7セグメントを変形したりセグメントを追加したりすることで実現したものもある。